# Acontia interposita
Acontia interposita är en fjärilsart som beskrevs av Dyar 1912. Acontia interposita ingår i släktet Acontia och familjen nattflyn. Inga underarter finns listade i Catalogue of Life.